# Henryk Hermanowicz

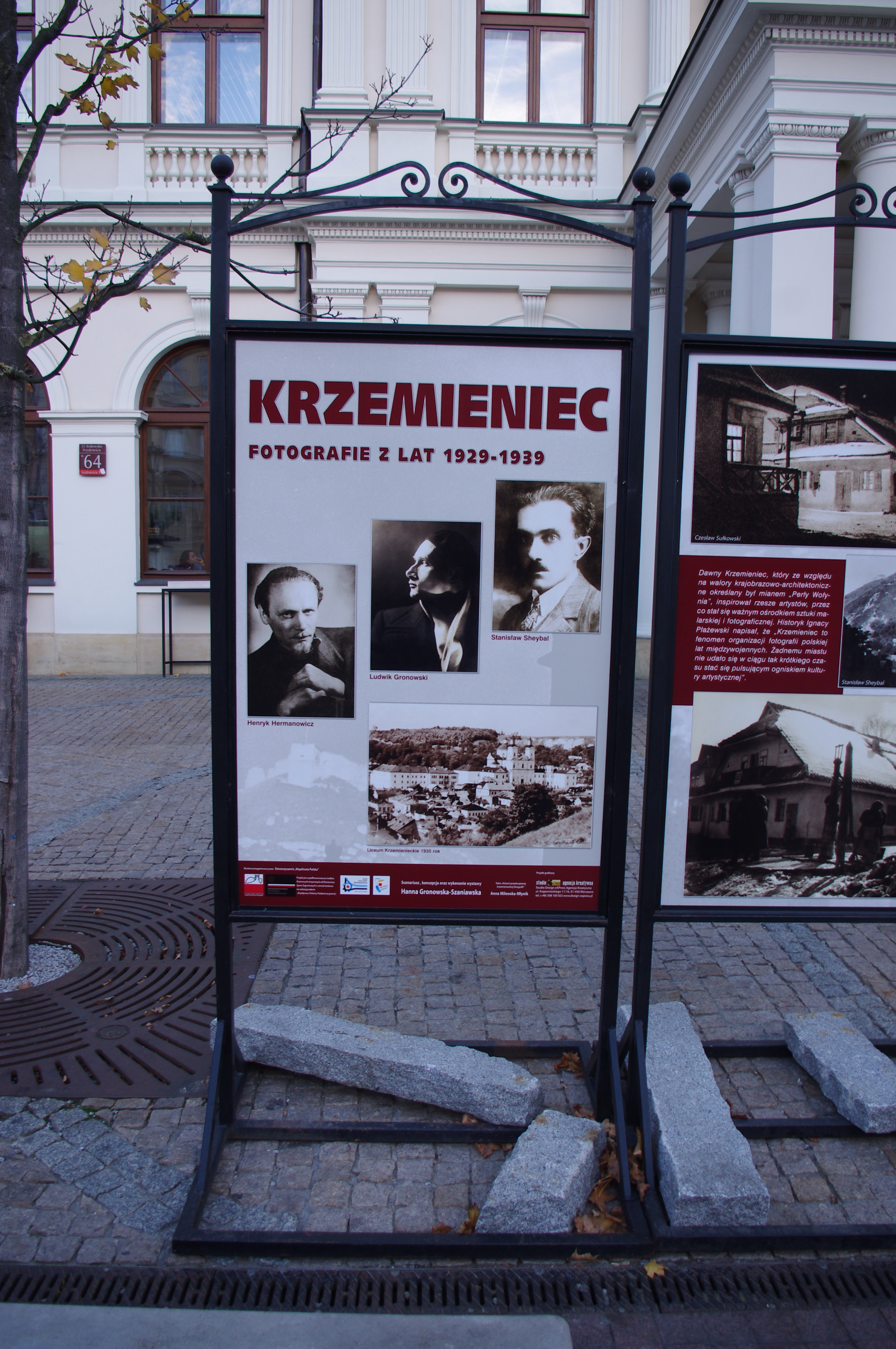
Wystawa plenerowa – Krzemieniec. Fotografie z lat 1929–1939 – na Krakowskim Przedmieściu w Warszawie (26 października 2012) na fotografii widoczna plansza ze zdjęciami fotografów: Henryka Hermanowicza, Ludwika Gronowskiego i Stanisława Sheybala

Henryk Hermanowicz (ur. 20 października 1912 w Wilnie, zm. 31 maja 1992 w Krakowie) – artysta fotografik, uczeń Jana Bułhaka. Debiutował na V Międzynarodowym Salonie Fotografii Artystycznej w 1931 roku. Od 1937 pracował w Krzemieńcu w pracowni fotograficznej prowadzonej przez Stanisława Sheybala. Tam wydał książeczkę "Piękne rodzinne miasto Juliusza Słowackiego". W 1945 zamieszkał na stałe w Krakowie. Członek Związku Polskich Artystów Fotografików (od 1947 roku), National Geographic Society, członek honorowy Klubu Fotografów Duńskich, laureat licznych nagród i odznaczeń, m.in. Krzyża Kawalerskiego Orderu Odrodzenia Polski.

## Publikacje
- Kraków w nocy (1958)
- Kraków. Cztery pory roku (1959)
- W krainie skał i zamków (1963)
- Brzegami Popradu (1966)
- Dolina Prądnika (1968)
- Nad jeziorami polskich Tatr (1972)
- W dorzeczu Nidy (1972)
- Kraków (1973)
- Śniardwy (1975)
- Ziemia Żywiecka (1982)
- Tatry (1988)